# Dominic Lieven
Dominic Lieven (né le 19 janvier 1952) est un universitaire britannique, professeur à l'Université de Cambridge (Senior Research Fellow, Trinity College) et membre de la British Academy, et du Trinity College de Cambridge.

## Éducation
Lieven fait ses études à la Downside School, un internat bénédictin catholique romain indépendant à Stratton-on-the-Fosse, près de Shepton Mallet dans le Somerset, suivi du Christ's College de Cambridge, où il obtient son diplôme en 1973 (Double First avec Distinction), et est Kennedy Scholar à l'Université Harvard en 1973/74.

## Professeur d'histoire russe et internationale
Dominic Lieven écrit sur l'histoire de la Russie, sur les empires et les empereurs, sur l'époque napoléonienne et la Première Guerre mondiale, ainsi que sur l'aristocratie européenne. Il fait partie du comité de rédaction du Journal of Intelligence and Terrorism Studies. Il est élu en 2001 Fellow de la British Academy et dirige le département d'histoire de la London School of Economics de 2009 à 2011 ; il y est nommé maître de conférences en 1978, puis professeur en 1993. Il est nommé à son poste actuel à l'Université de Cambridge en 2011,.
Il remporte en 2010 le Prix d'histoire Wolfson, pour « La Russie contre Napoléon » (sélectionné par The Economist comme l'un de ses « Livres d'histoire de l'année »).

## Vie personnelle et ascendance
Dominic Lieven est le deuxième fils et le troisième enfant (sur cinq enfants) d'Alexander Lieven (de la famille princière allemande balte, dont l'ascendance remonte au chef Liv Kaupo) et sa première épouse, l'Irlandaise Veronica Monahan (décédée en 1979). Il est le frère aîné d'Anatol Lieven et Nathalie Lieven, et un frère d'Elena Lieven et Michael Lieven et un parent éloigné de Christophe de Lieven (1774-1839), qui est ambassadeur à la Cour de Saint-Jacques de la Russie impériale au cours de 1812 à 1834, et dont l'épouse Dorothea von Benckendorff (1785-1857), est une hôtesse notable de la société à Saint-Pétersbourg et une figure influente parmi de nombreux cercles diplomatiques, politiques et sociaux de l'Europe du XIXe siècle.
Lieven est « un arrière-petit-fils du Lord-chambellan de la Cour Impériale » de Russie.